# Niggaz4Life: The Only Home Video
Niggaz4Life: The Only Home Video (auch Elif4Zaggin: The Only Home Video genannt) ist ein Dokumentarfilm über die US-amerikanische Hip-Hop-Gruppe N.W.A.

## Hintergrund
Veröffentlicht wurde der Film als Videokassette am 2. November 1992 über das Label Priority Records. Das Video zeigt die Geschehnisse hinter den Kulissen des zweiten Studioalbums von N.W.A Niggaz4Life. Gezeigt werden Making-of-Szenen von Musikvideos, Konzerten und Interviews. Außerdem sind in dem Film die drei Videos zu den Singles Alwayz Into Somethin, Appetite for Destruction and Approach to Danger aus dem Album Niggaz4Life enthalten. Am 8. Oktober 2002 wurde der Film im DVD-Format wiederveröffentlicht.